# Зима

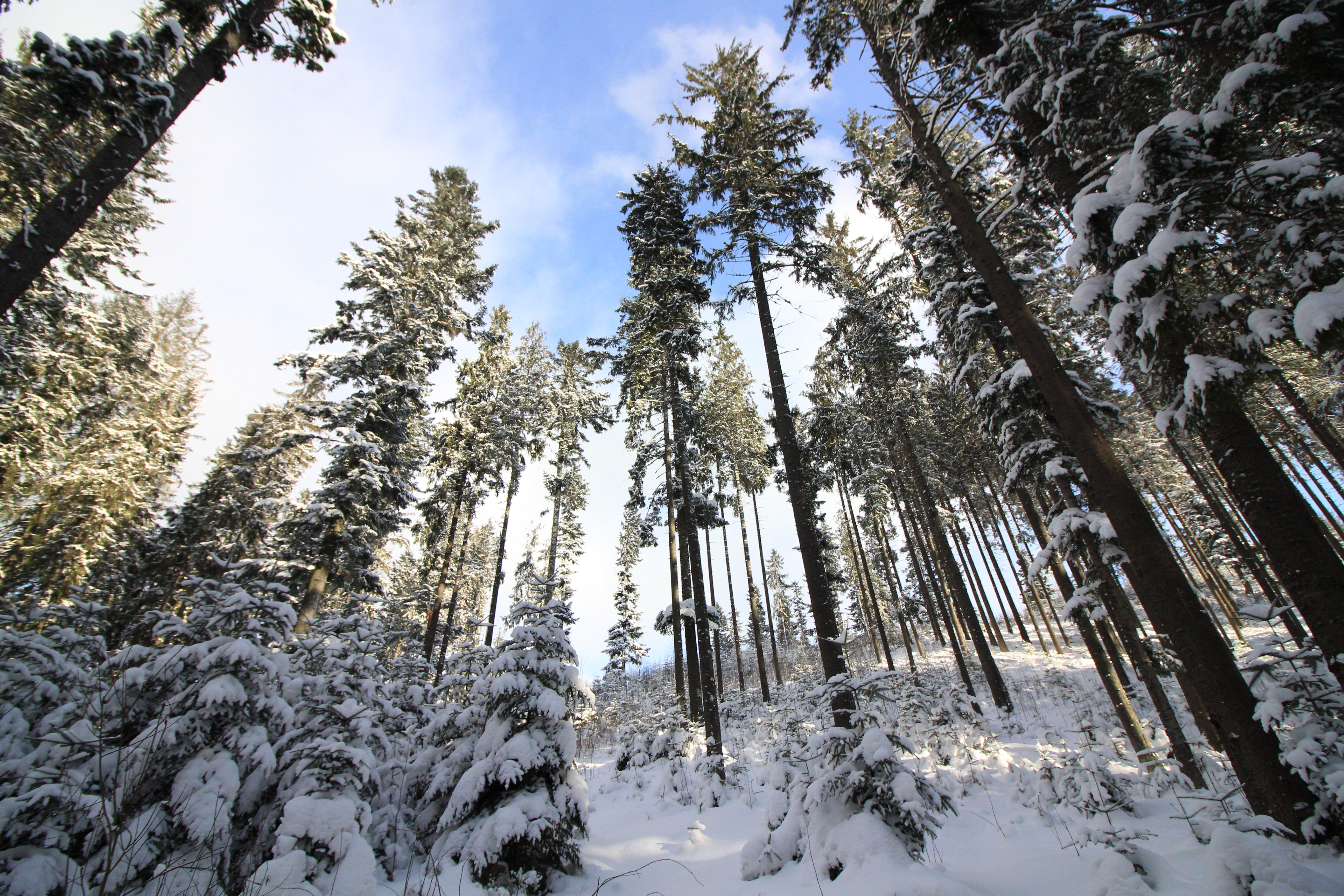
Хвойный лес зимой

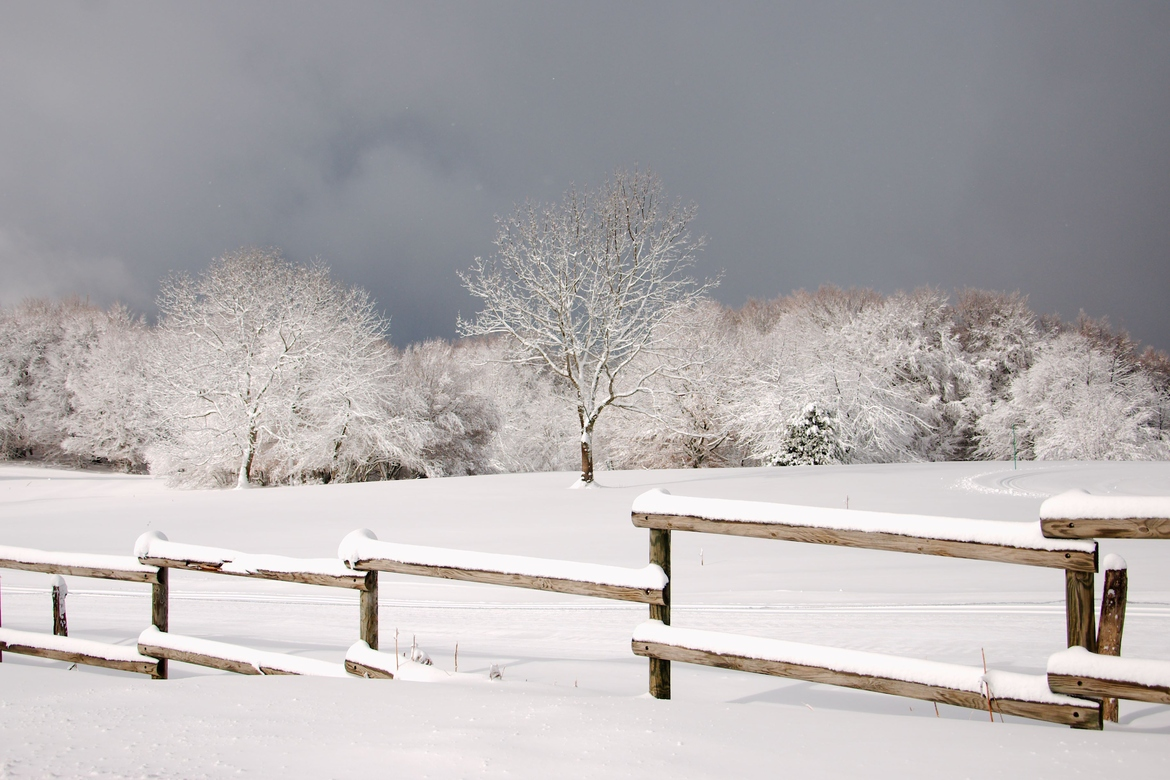
Зимний пейзаж

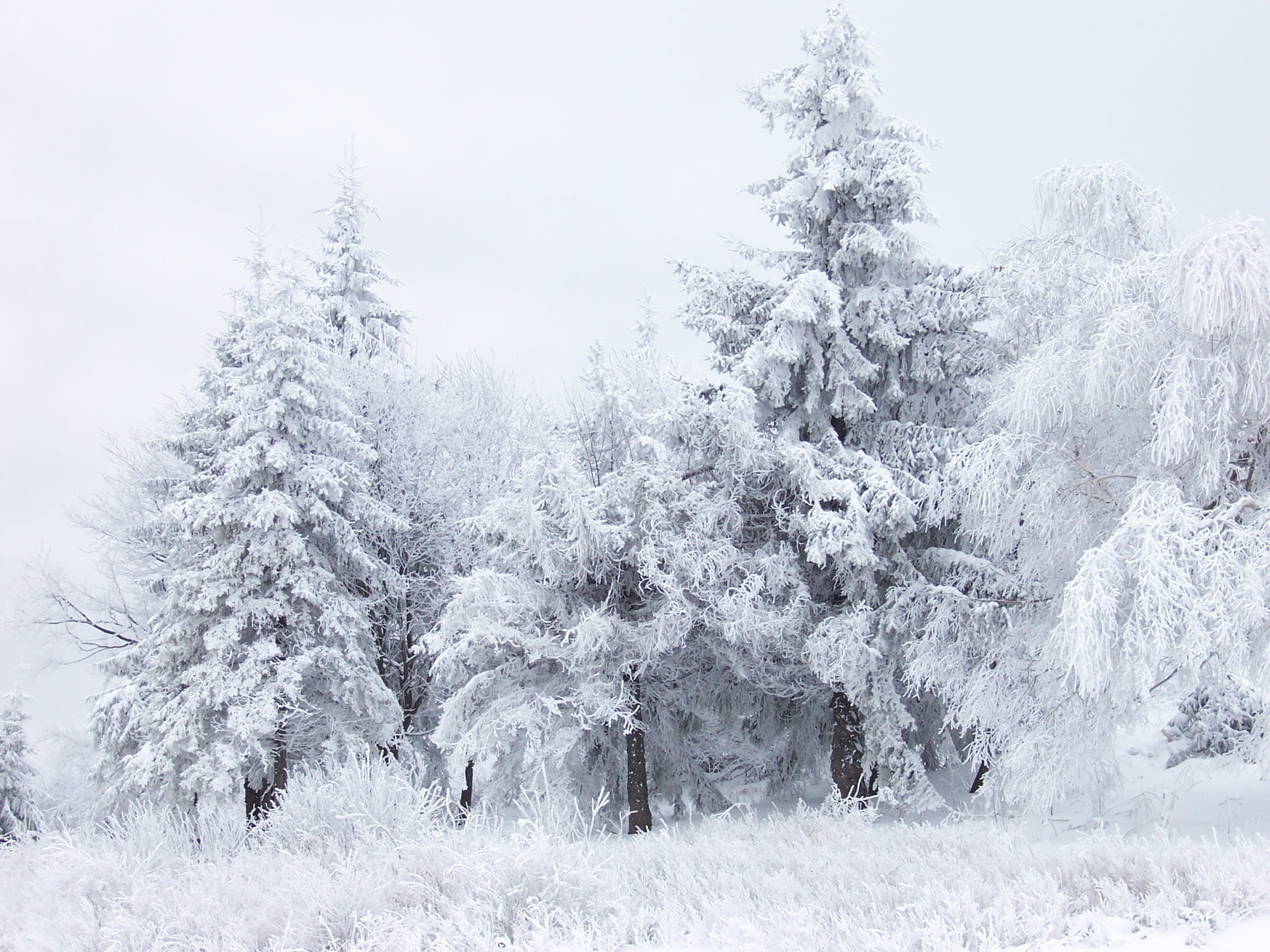
Шипкинский перевал в Болгарии зимой

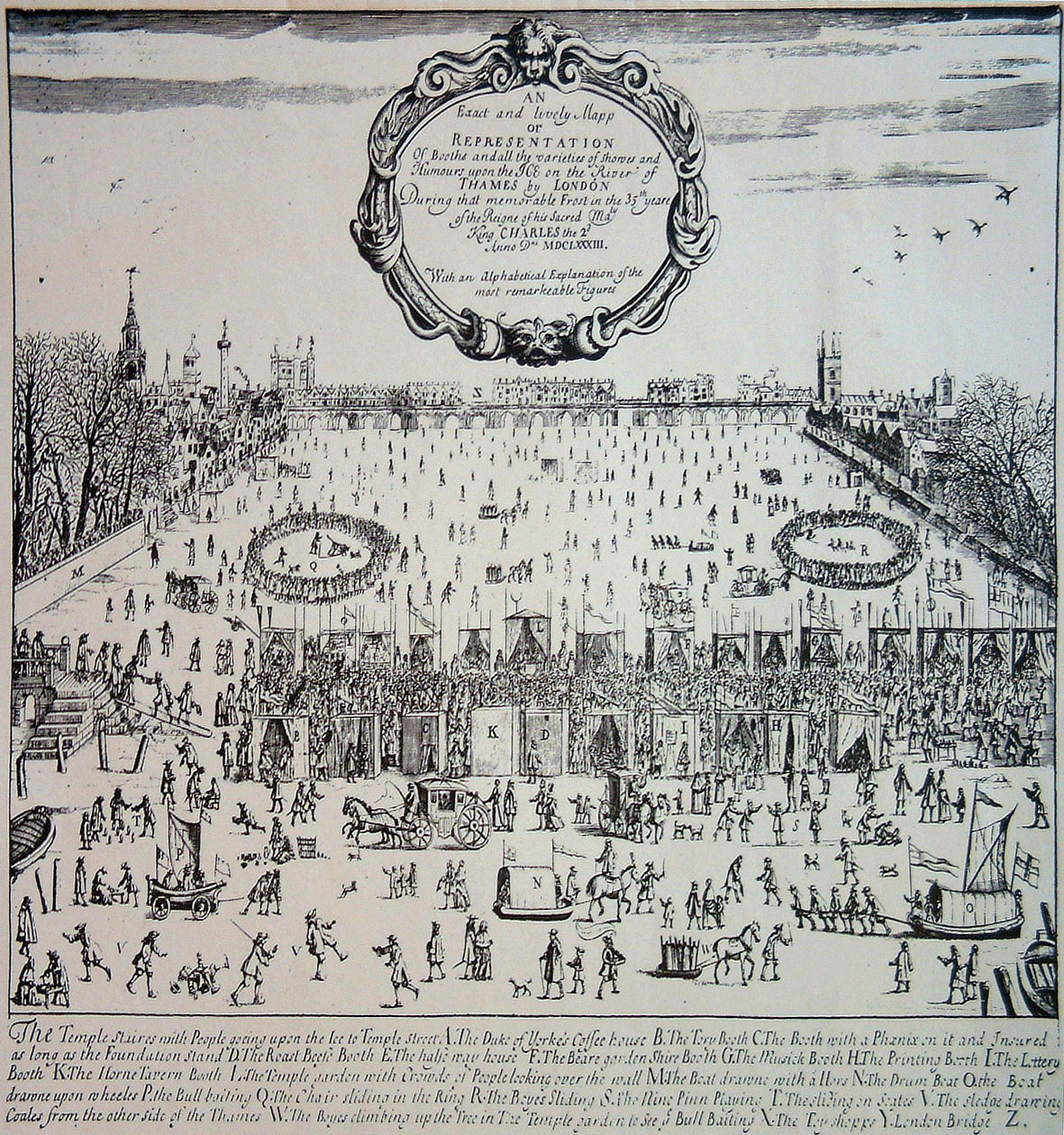
Морозная ярмарка на Темзе, 1683 г.

Зима́ — одно из четырёх времён года между осенью и весной.
Основной признак этого времени года — устойчивая низкая температура (ниже 0 градусов по Цельсию) во многих районах Земли, на поверхность земли выпадает и ложится снег.

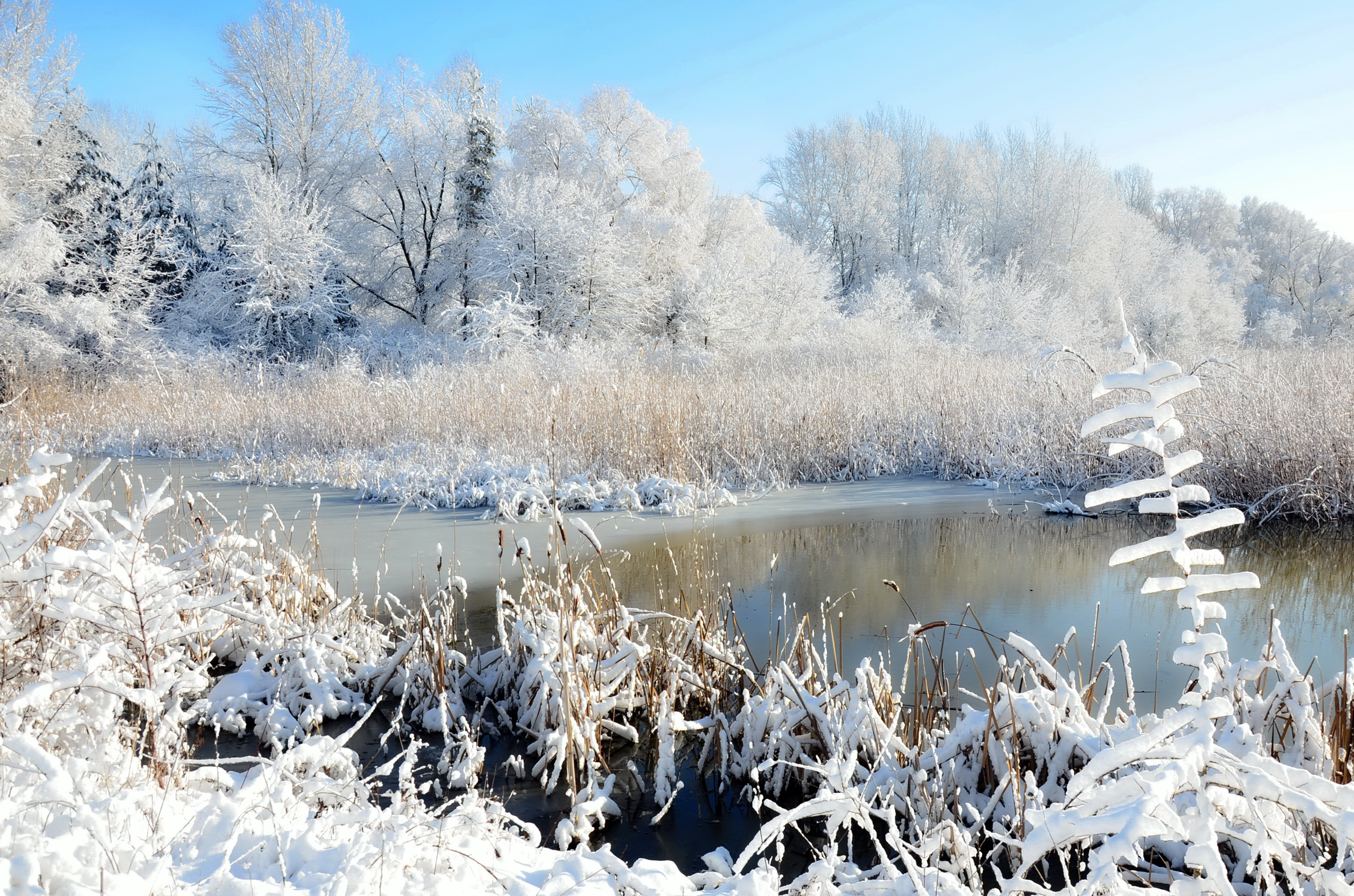
Снежная зима на Украине

Смена времён года обусловлена наклоном оси вращения Земли к плоскости эклиптики.

## Астрономическая зима
Астрономическая зима на планете длится с момента зимнего солнцестояния до момента весеннего равноденствия, то есть в Северном полушарии Земли с 22 декабря до 21 марта, в Южном полушарии с 22 июня до 21 сентября. В разные годы (на Земле) эти астрономические моменты приходятся на разное время (в пределах указанных суток).
Астрономически, зимнее солнцестояние, являющееся днем года с наименьшим количеством часов дневного света, должно быть в середине зимнего сезона, хотя из-за инерционного отставания самый холодный период обычно следует через несколько недель после солнцестояния.

## Календарная зима
Календарная зима состоит из трёх месяцев: в Северном полушарии это декабрь, январь и февраль, в Южном — июнь, июль и август.
Привязка начала зимы к солнцестоянию закреплена в традициях рождественско-новогодних праздников и их языческих аналогов, которые на Руси называли Святками.
До XVIII века в Московском государстве зима считалась длящейся от Рождества Христова (25 декабря) до Благовещения (25 марта). В каждом времени года, как считалось, было по 91 дню и по полчетверти часа.

## Климатическая зима
Продолжительность зимы как климатического сезона с наиболее низкими для данной территории температурами воздуха отличается в зависимости от географической широты, расстояния Земли от Солнца, количества осадков, близости к океаническим течениям и т. д. Чем ближе к экватору географическая широта, тем короче зима. В субтропических широтах зимы вообще не бывает, в умеренных продолжается 3—4 месяца, в полярных — 6—7 и более месяцев, а в тропических широтах зимы в этом понимании не бывает.
Климатологи считают, что зима начинается при переходе среднесуточной температуры воздуха через ноль градусов Цельсия в сторону понижения. В России это время варьируется в зависимости от региона: самое раннее начало зимы отмечается в конце сентября (Якутия), самое позднее — в начале января (Краснодарский край). В Средней полосе переход среднесуточной температуры через ноль обычно происходит во второй половине ноября.
Самым холодным месяцем на Северном полушарии обычно является январь (на морских побережьях, в связи с тем, что море обладает большой температурной инерционностью, самым холодным часто бывает февраль), а на Южном полушарии — июнь, июль и август. По новым нормам 1981—2010 годов самым холодным месяцем является февраль, а не январь, как ранее. Хотя самый тёмный месяц — декабрь, земная атмосфера обладает инертностью, и в январе продолжается остывание.
В зимнее время года преобладает ночное время. В некоторых регионах зима характеризуется наибольшим количеством осадков, а также длительной влажностью из-за постоянного снежного покрова или высокой интенсивности осадков в сочетании с низкими температурами, что исключает испарение. Вьюги часто вызывают много транспортных задержек. В морозную зимнюю погоду бывает алмазная пыль (ледяные иглы), которая представляет собой твёрдые осадки в виде мельчайших ледяных кристаллов, парящих в воздухе.
Метеорологи обычно делят зиму на три типа: мягкая (тёплая, с преобладанием оттепельной погоды), снежная (с большим количеством снегопадов, но без сильных морозов) и холодная.

## Зима в России
В большую часть России зима приходит с северо-востока. В Якутии, на Чукотке и на севере Красноярского края погода переходит на зимний режим уже в конце сентября — начале октября. Так в Оймяконе уже в любой день сентября, 31 августа (1969), 29 августа (1985), 28 августа (2016) среднесуточная температура может оказаться отрицательной, в 2001 году 13 сентября среднесуточная температура устойчиво перешла через 0 °C, в 1962 и 1984 годах последняя за год оттепель отмечалась 22 сентября. К началу ноября зима устанавливается на всей азиатской части страны (кроме Курильских островов, Приморья и южных районов Хабаровского края, где из-за близости океана климат относительно мягкий, а также южного побережья Байкала, юга Сибири и Алтайского края).
В Средней полосе России существенно холодать начинает с середины осени (14 октября — праздник Покрова Пресвятой Богородицы, считается, что с этого дня погода окончательно берёт курс на зиму). Первые серьёзные морозы (по ночам до −5..−7 °C) в Среднюю полосу России обычно приходят во второй половине октября. Дневная температура в это время ещё остаётся относительно высокой (до +15 °C). Примерно с конца октября начинают идти снега — сначала мокрые (вместе с дождём) и в виде крупы, затем (по мере понижения температуры) только в твёрдом виде. Примерно в это же время (последние числа октября — первые числа ноября) устанавливается первый снежный покров, на водоёмах образуются забереги (тонкая плёнка льда у берегов), живая природа окончательно впадает в зимний анабиоз. В то же время холода ещё слабы, нестабильны и чередуются с регулярными оттепелями, так как на первую половину ноября приходится пик активности атлантических циклонов. Этот период называют предзимьем. Он длится примерно до конца ноября, когда и наступает климатическая зима, температура становится устойчиво отрицательной, образуется санный путь (постоянный снежный покров). Иногда случаются и отклонения от этих сроков; в отдельные годы зима наступала или аномально рано (в конце октября, 1993, 2016), или наоборот, аномально поздно (в конце декабря, 2015; в середине января, 2007, 2012, 2014, 2018), либо постоянный снежный покров не устанавливается совсем (2008, 2019).
Народный календарь, беря за основу явления природы, определяет начало зимы с появления заморозков, а окончание — по началу таяния снега. По фенологическим сезонам года зима включает около 111 дней (с 17 ноября по 7 марта) и делится на три подсезона:
- первозимье («предзимье») — 35 дней (с 17 ноября — 22 декабря);
- коренная зима («глухозимье») — 55 дней (с 22 декабря — 15 февраля);
- перелом зимы («предвесенье») — 21 день (с 15 февраля — 7 марта).

### Народные приметы
Быстрая оттепель — долгий мороз. Зимой сухо и холодно — летом сухо и жарко. Если зимой вьюги — летом ненастье. Большой иней во всю зиму — лето тяжёлое для здоровья. Снежная зима предвещает хороший рост трав. Кольцо вокруг солнца — к ненастью.
Если зимой тепло — летом будет прохладно. Зима холодная — лето жаркое. Зима снежная — лето дождливое. Зима морозная — лето жаркое. Зимний снег глубокий — летом хлеб высокий. Зима без снега, лето без хлеба. Много снега — много хлеба. Снег глубок — хлеб хорош. Облака идут против ветра — будет снег. Сильно блестят зимою звезды — к морозу. Если окна начинают потеть при двойных рамах — к усилению мороза. Если зимою шумит лес — ожидай оттепели. Кошка на печи — к стуже; кошка на полу — к теплу. Снегирь под окном зимой чирикает — к оттепели. Воробьи дружно чирикают — к теплу. Вороны и галки садятся на полдень носами — к теплу, на север — к холоду.
Изморозь — предвестник снега. Быстрая оттепель — будет мало и дождей летом. В начале зимы шёл сильный снег, в начале лета пойдет сильный дождь. Ночью иней — днем снега не выпадет. Зимой много инея — летом много росы. Снежный буран днем предвещает мороз ночью. Лед сильно трещит — будет мороз. Снежные хлопья крупные — будет оттепель. Лёд почернел, лес шумит — жди оттепель. Зима резвится не только в лесу, а у нас на носу.

## Факты

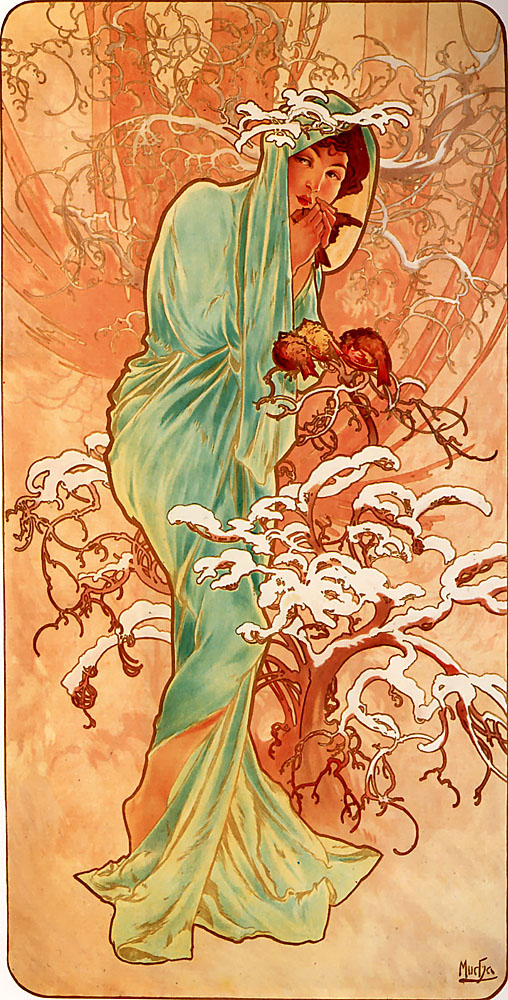
Зима (Альфонс Муха, 1896 г.)

Несмотря на некомфортные условия, зима положительным образом влияет на среду обитания человека.
- Пресноводные реки и озёра в северных широтах имеют преимущественно снеговое питание.
- Низкие температуры в зимнее время сдерживают размножение или делают невозможным существование многих видов опасных и ядовитых насекомых, пресмыкающихся, растений и микроорганизмов.
- Установившийся во время последней ледниковой эпохи суровый климат способствовал быстрой эволюции человека и технологий.

## Зимние праздники
- Канун Нового года
- Новый год
- Рождество Христово
- Вынесение Марены